# Vizcondado de la Descubierta
El Vizcondado de la Descubierta fue un título nobiliario español creado y anulado el 6 de marzo de 1770 por el rey Carlos III a favor de Mateo de Toro Zambrano y Ureta.
El título de vizconde de la Descubierta se concedió como previo al de conde de la Conquista. Al ser un vizcondado previo no puede considerarse un título nobiliario en plena regla, ya que su concesión fue un puro trámite administrativo que se extinguió al otorgarse el título de conde.

## Vizcondes de la Descubierta
|                         | Titular                        | Periodo                 |
| Creación por Carlos III | Creación por Carlos III        | Creación por Carlos III |
| ----------------------- | ------------------------------ | ----------------------- |
| I                       | Mateo de Toro Zambrano y Ureta | 1770                    |

## Historia de los Vizcondes de la Descubierta
- Mateo de Toro Zambrano y Ureta, I vizconde de la Descubierta, I conde de la Conquista.

1. Casó con Nicolasa de Valdés y de la Carrera.